# Trattato di Helgoland-Zanzibar

Bandiera di Helgoland britannica tra il 1815 e il 1890

Il trattato di Helgoland-Zanzibar (in tedesco Helgoland-Sansibar-Vertrag, in inglese Heligoland-Zanzibar Treaty), noto anche come accordo anglo-tedesco riguardante gli interessi economici e territoriali delle due potenze coloniali in Africa, è un trattato firmato nel 1890 dal Regno Unito e dall'Impero tedesco.
Nonostante il nome, il trattato non ebbe come oggetto, come invece viene spesso erroneamente ritenuto, lo scambio fra l'isola di Helgoland (che dal 1807 era possedimento britannico) con l'isola di Zanzibar (che mai fu colonia tedesca); formalmente il nome corretto del trattato è Vertrag über Kolonien und Helgoland ovvero "Trattato delle colonie e di Helgoland".
Con il trattato la Germania rinunciò, a favore del Regno Unito, al piccolo Sultanato di Witu, riconosceva il dominio coloniale del Regno Unito nell'Africa orientale (Uganda, Sudan e la costa del Kenya) e si impegnava a non interferire nelle relazioni fra il Sultanato di Zanzibar ed il Regno Unito.
In cambio ottenne l'arcipelago di Helgoland, nel Mare del Nord, il Dito di Caprivi e il controllo della costa intorno a Dar es Salaam.